# NGC 5932
NGC 5932 (другие обозначения — MCG 8-28-33, ZWG 249.23, PGC 55109) — галактика в созвездии Волопас.
Этот объект входит в число перечисленных в оригинальной редакции «Нового общего каталога».